# Министр обороны Нидерландов
Министр оборо́ны Нидерландов (нидерл. Minister van Defensie) — министерская должность в правительстве Нидерландов. Министр обороны является членом кабинета Нидерландов и несёт ответственность за общую политику обороны, а также за её осуществление. Оборонная политика является частью политики национальной безопасности Нидерландов. 2 июля 2024 года министром обороны был назначен Рубен Брекельманс.

## Описание
Геррит Ян Пийман считается первым министром обороны Батавской республики. 6 февраля 1798 года он был назначен на пост министра войны (нидерл. agent (minister) van Oorlog), что являлась аналогом современной должности министра обороны.
Главная задача министра обороны заключается в координации и руководстве министерства обороны Нидерландов. Полномочия министра распространяется на сферу общей политики обороны страны, национального и международного развертывания вооружённых сил Нидерландов, международных отношений (НАТО, ЕС) и киберзащита. Остальные функции выполняют следующие должностные лица: генеральный секретарь отвечает за гражданские обязанности руководства, а начальник обороны отвечает за подготовку и выполнение операций, выполняемых службами вооружённых сил.

## Обязанности и полномочия
- министр обороны Нидерландов обладает полномочиями ставить задачи перед Королевских конных егерей Нидерландов и координировать военные операции;
- руководство министерством обороны принадлежит министру обороны;
- министр обороны обладает правом требовать от генерального инспектора Вооружённых Сил Нидерландов[англ.]предоставить запрашиваемую информацию или рекомендации, а также подготовить годовой отчёт, который министр зачитывает перед Палатой представителей ежегодно в третью среду мая;
- несёт полную ответственность за военную авиацию, при этом Управление военной авиации (нидерл. De Militaire Luchtvaart Autoriteit) от имени министра обороны реализует на практике нормы закона «об авиации» (нидерл. Wet luchtvaart);
- министр обороны обязан быть постоянным членом следующих организаций: Совет по международным отношениям (нидерл. Raad voor Internationale Betrekkingen), Совет по службам разведки и безопасности (нидерл. Raad voor de Inlichtingen- en Veiligheidsdiensten), Совет безопасности (нидерл. Raad voor de Veiligheid), Совет по связям с Королевством (нидерл. Raad voor Koninkrijksrelaties);
- принимает участие во внутриминистерских обсуждениях;
- обладает политической властью и осуществляет её от имени правительства Нидерландов, поскольку Конституция страны предусматривает, что правительство всегда будет обладать высшей властью над вооружёнными силами (ст. 97)[6];
- министр обороны является юридическим поставщиком медицинских услуг для сотрудников министерства и всех военнослужащих (при этом генеральный секретарь министерства является административным поставщиком медицинских услуг);
- информирует комиссию Службы разведки и безопасности от принятии решения относительно присвоения информации статуса конфиденциальности[7].